# Bremerhavener Persönlichkeiten aus vier Jahrhunderten
Bremerhavener Persönlichkeiten aus vier Jahrhunderten (Zusatztitel: Ein biographisches Lexikon) ist ein vom Stadtarchiv Bremerhaven herausgegebenes biographisches Lexikon, erschienen als Band 16 in der Reihe Veröffentlichungen des Stadtarchivs Bremerhaven.

## Auflagen
Das Lexikon erschien erstmals 2002 und wurde vom ehemaligen Bremerhavener Stadtarchivar Hartmut Bickelmann mit Unterstützung von Daniela Deck herausgegeben. Erstellt wurden die Personenartikel unter Mitwirkung von insgesamt 44 Mitarbeitern, insbesondere von den Autoren Uwe Jürgensen, Karl Heinz Windhorn und Lothar Wolf.
2003 erschien die 2., erweiterte und redaktionell korrigierte Auflage. In der 2. Auflage von 2003 wurden noch Biographien von Personen aufgenommen, die nach dem Berichtsschluss der 1. Auflage (31. Dezember 2000) verstorben waren, wodurch die Zahl der aufgenommenen Personen im Lexikon von 426 auf 456 stieg. Berichtsende der 2. Auflage war Herbst 2003.
Aufgenommen wurden verstorbene Persönlichkeiten der Stadt Bremerhaven in ihren heutigen Grenzen aus allen Lebensbereichen „mit einem signifikant hohen Anteil von ca. 20 % aus dem Bereich der Wirtschaft“. Der Bibliothekar Klaus Schreiber bezeichnete das Werk in seiner Rezension zur 2. Auflage als Standardwerk für Bremerhaven, bemängelte aber das alterungsanfällige Papier der 1. Auflage.